# François Léotard
Pour les articles homonymes, voir Léotard.
François Léotard, né le 26 mars 1942 à Cannes (Alpes-Maritimes) et mort le 25 avril 2023 à Fréjus, est un homme politique français.
Député du Var et maire de Fréjus pendant près de vingt ans, il est ministre de la Culture et de la Communication de 1986 à 1988 et ministre d'État, ministre de la Défense de 1993 à 1995. Il est président du Parti républicain, puis de l'UDF de 1996 à 1998.
Il est condamné en 2004 pour avoir détourné, en 1995, un fonds public de Matignon afin de financer sa propre formation politique, le Parti républicain. En 2021, jugé par la Cour de justice de la République pour complicité d’abus de biens sociaux dans le cadre du volet financier de l’affaire Karachi, il est condamné à deux ans d’emprisonnement avec sursis et 100 000 euros d'amende.

## Biographie

### Jeunesse et débuts professionnels
François Léotard est le fils d’André Léotard, conseiller à la Cour des comptes, et maire de Fréjus de 1959 à 1971. L’envie de « laver l’honneur de son père », fortement critiqué après la catastrophe de Fréjus en 1959, motivera l’engagement de François Léotard dans la vie publique. Il est aussi le petit-fils d'Ange Tomasi, pionnier de la photographie. Il est le frère du chanteur et comédien Philippe Léotard (1940-2001).
Né dans une famille de sept enfants, d’une mère corse et d’un père ancien monarchiste, passionné de littérature française, il est élevé dans le culte de Charles Maurras.
Il fait ses études secondaires au lycée Charlemagne, à Paris, et au lycée Marcelin-Berthelot à Saint-Maur-des-Fossés (Val-de-Marne). Il passe le baccalauréat en 1961, obtient une licence de droit public et intègre l'Institut d’études politiques de Paris.
En 1961 et 1962, il milite contre la guerre d'Algérie au sein du Parti socialiste unifié (section de Vincennes).
Par la suite, il envisage une carrière ecclésiastique. Il entre le 3 octobre 1963 à l’abbaye bénédictine de la Pierre-Qui-Vire, dont son père l'avait entretenu. Novice sous le nom de « frère Honorat », il quitte cependant la communauté au bout de quelques mois.
Secrétaire de chancellerie, affecté dans les services centraux du ministère des Affaires étrangères à Paris en 1968, il entre par le concours interne à l’ENA en 1971 (promotion François-Rabelais). Il en sort administrateur civil en 1973 et intègre les cabinets préfectoraux, celui du préfet de Paris entre 1973 et 1975, chargé des problèmes d’urbanisme et d'environnement, puis celui du préfet de la Dordogne, François Lépine, entre 1975 et 1976.
En 1976 et 1977, il est membre du cabinet du ministre de l’Intérieur, Michel Poniatowski. Il apparaît alors comme le modèle du haut fonctionnaire, formé au service de l’État et à la gestion de collectivités, mais sans passions particulières.

### Débuts en politique
Membre du cabinet de Michel Poniatowski, ministre d'État et fidèle bras-droit de Valéry Giscard d'Estaing, François Léotard entre en politique par sa double élection comme maire de Fréjus en 1977, et député du Var en 1978.
Il intègre la (première) promotion 1981 des « Young Leaders » de la French-American Foundation-France.
Réélu parlementaire en 1981, il devient secrétaire général du nouveau Parti républicain contre Charles Millon en 1982, puis en prend la présidence. Fondant ce parti sur le modèle libéral reagano-thatchérien, il se forge une machine électorale au sein de l'UDF, permettant de concurrencer Valéry Giscard d'Estaing et Raymond Barre, et d'émerger rapidement en prônant la rupture avec l'étatisme gaulliste et socialiste, et en incarnant une génération plus moderne.
En 1984, pour les élections européennes, il s'oppose à une liste commune RPR-UDF, prônée par Jacques Chirac et Simone Veil, car selon lui « c'est rendre un grand service à Jean-Marie Le Pen ». Certains lui disent une stature d'« homme d'État » et il est alors présenté comme un possible présidentiable.

### Ministre de la Culture et de la Communication
Après la victoire de la droite aux législatives de 1986, il brigue Matignon ou le ministère de la Défense, poste qui échoit finalement à André Giraud face au veto de François Mitterrand, qui déclare à Chirac : « Votre ami Léotard aurait été fichu de déclarer une guerre sans que nous nous en apercevions ni l'un ni l'autre ». Il demande à avoir la Culture et la Communication, à condition de conserver le même budget que Jack Lang.
Autour de lui, la jeune garde du centrisme de droite est surnommée la « bande à Léo ». On y compte Alain Madelin, Gérard Longuet, Jacques Douffiagues et Claude Malhuret. Cependant, les sondages montrent que l'opinion publique commence à se méfier de ce hussard plus pressé que fidèle, qui suscite aussi l'agacement de Valéry Giscard d'Estaing, nouveau président de l'UDF.

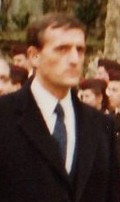
François Léotard en 1988.

Nommé le 20 mars 1986 à la tête du ministère de la Culture et de la Communication, succédant à Jack Lang, il a pour ministre délégué Philippe de Villiers. Sans conception précise du domaine culturel[réf. nécessaire], ni relais au sein des milieux artistiques, il tente de concilier libéralisme économique et volontarisme politique, car si sa pensée politique aurait pu l'amener à réduire considérablement le champ d'action de son ministère, il n'en fait rien. Pour autant, il tente d'encourager les initiatives locales en matière culturelle et de stimuler le mécénat et les fondations par la loi votée le 21 juillet 1987.
Son budget est restreint par la rigueur gouvernementale, et par l'allocation de 40 % des crédits d'intervention pour 1986 par son prédécesseur, les promesses de subventions à 4 000 associations et autres commandes à honorer, dont une aide exceptionnelle de trois millions de francs à SOS Racisme pour combler sa dette. De plus, l'Opéra Bastille grève un quart du budget, et la biennale de Paris présente un déficit de 10 millions de francs. Dans une optique de rationalisation des dépenses, il supprime la direction au développement culturel.
Il renouvelle les autres directions du ministère dans une logique de cohabitation. S'il remplace l'ancien chef de cabinet de Lang par Jean-Pierre Bady, ancien directeur de la Caisse nationale des monuments historiques et des sites, au patrimoine, il nomme Dominique Bozo, premier directeur du centre Pompidou et proche de la gauche aux Arts plastiques, et confirme Robert Abirached à la DTS. Il charge Jean-Ludovic Silicani, à la tête de la direction de l'administration générale, de renforcer la décentralisation et l'informatisation du ministère.
Mais la cohabitation empêche toute politique d'envergure, au profit d'un attentisme vis-à-vis des échéances électorales de 1988. Aussi, ce qui prévaut est d'avancer sans fâcher ni François Mitterrand, d'où la poursuite des Grands travaux avec les subsides nécessaires, ni les milieux artistiques jugés acquis à la gauche. L'affaire des colonnes de Buren cristallise cette nécessaire conciliation. Dans cette « nouvelle bataille d'Hernani », anciens et modernes s'affrontent dans la presse et aux tribunaux, et à son arrivée, François Léotard se retrouve à devoir arbitrer entre une commande validée par son administration et son électorat conservateur fortement opposé à ce « premier exemple de cohabition culturelle » selon le mot de Roger Peyrefitte, le ministre choisissant finalement de poursuivre le projet,.
Ses décisions se fixent donc essentiellement dans des domaines peu conflictuels : le patrimoine, pour lequel il fait une loi-programme le 21 avril 1988 visant à l'inscrire dans le territoire ; l'éducation artistique, par la création d'une délégation aux enseignements et aux formations. Dans le domaine plus politique de la communication, il fait adopter en juin 1986 une loi qui libéralise le paysage audiovisuel français, et conduit la privatisation de la première chaîne, TF1, en aspirant « faire entrer la France au XXIe siècle », quand les parlementaires socialistes lui reprochent une « marchandisation de la culture ». Il fait évoluer le contrôle de l'État sur les médias en mettant fin à l'ordonnance de 1944, constituant notamment la Commission nationale de la communication et des libertés, et cherche à développer la télévision par câble et la télévision par satellite grâce aux opérateurs privés. La loi du 1er août 1986, qualifiée de « pro-Hersant » alors que celle de Georges Fillioud en 1984 qu'elle abroge était surnommée « anti-Hersant », interdit à un groupe de représenter plus de 30 % de la presse quotidienne diffusée. Il baisse la redevance, compensée par une gestion plus rigoureuse du service public, et la TVA sur le disque. Mais cette tiédeur politique se heurte aux envies de rupture de Philippe de Villiers, qui préfère un siège de député de Vendée et démissionne le 28 septembre 1987.
Trait d'union entre les ministres gaullistes et centristes, sa rupture avec Jacques Chirac est consommée lors des manifestations estudiantines de l'hiver 1986, lorsque après la mort de Malik Oussekine, Alain Madelin déclare : « Aucune loi ne vaut la mort d'un homme ». Les élus RPR vivent mal ce qu'ils considèrent comme un « coup de poignard dans le dos », d'autant plus que le 1er juin, dans un entretien au journal Le Point, François Léotard dénonce les « moines soldats du RPR [qui] ont un goût du pouvoir sans partage » et qu'il déclare qu'il est « exclu » qu'il soutienne Jacques Chirac à la prochaine élection présidentielle. Lors du conseil des ministres suivant, Chirac le somme de choisir « entre l'exercice de ses fonctions ministérielles et un rôle militant dans le mouvement politique auquel il appartient », ce à quoi il répond le 6 juin : « Je suis ministre du gouvernement, je le reste ». Quelques mois plus tard le président François Mitterrand l'assure qu'il a « les qualités pour aller loin », alors qu'il dira plus tard qu'il avait été très déçu par sa prestation lors de l'émission L'Heure de vérité.
Le 21 mai 1987, il inaugure le musée de la Préhistoire à Solutré, juste avant l'ascension rituelle de François Mitterrand.

### Second septennat de François Mitterrand
Lors de l'élection présidentielle de 1988, François Léotard apporte un soutien timoré à la candidature de Raymond Barre, le candidat de l'UDF. Il multiplie ensuite les attaques contre le centriste Pierre Méhaignerie et ses amis : « Les centristes sont entrés dans une logique qui fleure bon la IVe République. J'ai bien peur qu'ils soient tombés dans le piège tendu par François Mitterrand ».
Le 25 septembre 1989, les députés UDF, par 45 voix contre 41, lui préfèrent Charles Millon comme président du groupe parlementaire UDF à l'Assemblée nationale. Cette élimination serait due à la méfiance que Valéry Giscard d'Estaing entretient à son encontre : une quinzaine de giscardiens, dont Michel d'Ornano, Hervé de Charette, Alain Lamassoure, Jean Proriol, donnent au deuxième tour leur voix à Charles Millon, député de l'Ain et président du conseil régional Rhône-Alpes.
Début 1989, il est tenté de rejoindre le groupe des rénovateurs mené par François Bayrou, Bernard Bosson et Michel Noir dans leur projet de constituer une liste européenne « rénovatrice » afin de renouveler la classe politique à droite et d'« enterrer » politiquement Chirac et Giscard d'Estaing. À la suite d'une rencontre avec l'ancien président de la République, le 6 avril, il rejoint en troisième position la liste d'union RPR-UDF, qui arrive en tête des suffrages. Élu député européen, il tente un rapprochement avec les centristes qu'il avait brocardés durant des semaines : « Entre la vieille tradition démocrate chrétienne et la tradition libérale que je représente, les convergences sont de nature à nous faire gagner les futures échéances ». Il semble que ce nouveau retournement de stratégie politique ait été incompréhensible pour ses propres amis[réf. nécessaire]. Le 5 mars 1990, il fonde « Force unie » avec ses lieutenants Gérard Longuet et Claude Malhuret, les RPR Michèle Barzach, Michel Noir, Alain Carignon, Jean-Louis Bourlanges et Patrick Devedjian, et l'UDF-AD Pierre-André Wiltzer,.

### Ministre d'État, ministre de la Défense
Lors de la deuxième cohabitation, en 1993, il est nommé ministre d'État, ministre de la Défense dans le gouvernement Édouard Balladur. À ce poste, il gère la présence des casques bleus français durant la guerre en ex-Yougoslavie, et organise l'opération Turquoise, intervention au Rwanda des troupes françaises sous mandat de l'ONU, à la fin du génocide à partir de juin 1994.

### Élection présidentielle française de 1995
En 1995, lors de l'élection présidentielle, il soutient la candidature du Premier ministre Édouard Balladur. Étant encore ministre de la Défense, il impose un intermédiaire, Ziad Takieddine, dans les négociations finales des contrats de livraison d'armes Agosta et Sawari II. Cette intervention est soupçonnée, 15 ans plus tard, d'avoir servi à des rétrocommissions pour financer la campagne de M. Balladur, conduisant à l'attentat de Karachi.
Édouard Balladur étant finalement éliminé dès le premier tour avec 18,58 % des voix, François Léotard décide de reprendre en main le Parti républicain (PR), dont il retrouve la présidence en 1995. Un an plus tard, le 31 mars 1996, il est élu président de l'UDF, avec 57,42 % des voix, grâce au soutien de François Bayrou et Pierre-André Wiltzer, et succède à Valéry Giscard d'Estaing, qui lui préférait Alain Madelin. Il répartit les postes entre ses rivaux, Alain Madelin et François Bayrou, qui deviennent respectivement président du PR et président du Centre des démocrates sociaux (CDS), composantes de l'UDF, qu'ils rebaptisent Démocratie libérale et Force démocrate.

### Retrait progressif de la vie politique
En juin 1997, les journalistes Jean-Michel Verne et André Rougeot accusent dans L'Affaire Yann Piat, des assassins au cœur du pouvoir, François Léotard et Jean-Claude Gaudin, appelés « Encornet » et « Trottinette », d'être les commanditaires de l'assassinat de la députée UDF Yann Piat, mais aussi du double meurtre des frères mafieux Saincené, qui aurait été maquillé en suicide. Leur informateur se révélant un fabulateur, les auteurs, incapables de fournir des preuves, sont condamnés pour diffamation et le livre est retiré de la vente par Flammarion.
En réponse, François Léotard publie Pour l'honneur. Mais l'image de « neuneu » de sa marionnette des Guignols de l'Info, les multiples affaires auxquelles son nom est associé, à raison ou à tort (le mur de Fréjus, l'affaire Yann Piat, le financement du Parti républicain), marquent le retournement de sa cote politique et médiatique. Président de l'UDF, il n'a pourtant pas joué réellement les premiers rôles face à Jacques Chirac, Raymond Barre et Édouard Balladur. En septembre 1997, il démissionne de la mairie de Fréjus, officiellement pour se consacrer aux élections régionales, officieusement à cause d'une nouvelle mise en cause, cette fois pour les faux tampons de la préfecture et sous-préfecture retrouvés à la mairie.
Lors des élections régionales de 1998 en Provence-Alpes-Côte d'Azur, il brigue la succession de Jean-Claude Gaudin à la présidence de la région, face à Jean-Marie Le Pen, président du Front national, tête de liste dans les Alpes-Maritimes, et contre l'ancien garde des Sceaux et maire d'Arles Michel Vauzelle, tête de liste socialiste dans les Bouches-du-Rhône. François Léotard refuse un accord avec le Front national, permettant à Michel Vauzelle d'être élu président avec une majorité relative, et il exclut de l'UDF les présidents de région désignés avec les voix des élus Front national. Alain Madelin, dans une posture plus ambiguë, s'oppose à ces sanctions, et décide la scission, Démocratie libérale devenant un parti autonome. Face aux divisions internes, François Léotard démissionne de son poste de président de l'UDF, auquel accède François Bayrou, mais demeure à l'UDF en créant le Pôle républicain, indépendant et libéral (PRIL).
À la suite de l'affaire du financement occulte du Parti républicain, et après un triple pontage coronarien, François Léotard renonce à tout engagement politique. Il est désigné en 2001 représentant de l'Union européenne en Macédoine. La même année, il est le seul député de droite, avec Raymond Barre, à voter en faveur du processus de Matignon engagé par le gouvernement Jospin sur le statut de la Corse.
Après la mort de son frère l'acteur Philippe Léotard le 25 août 2001, il écrit un livre À mon frère qui n'est pas mort, publié en 2003, dans lequel il évoque leur enfance, et dit son amour pour les femmes, l'alcool, la nuit. Il écrit notamment de son frère :

« […] faussaire au grand jour et tu l'étais un peu plus que d'autres, racontant la Légion où tu n'avais jamais mis les pieds, les aigles de notre grand-père qui volaient dans ta tête seule. »

Nommé inspecteur général des finances au tour extérieur pour un peu moins de deux ans (du 21 décembre 2001 au 1er septembre 2003) avant d'être officiellement retraité, il démissionne de l'Assemblée nationale le 26 décembre 2001.
En 2003, il fonde avec d'autres personnalités politiques européennes de premier rang l'organisation Medbridge, qui a pour objectif de promouvoir les échanges, le dialogue et la compréhension mutuelle entre l'Europe et le Proche-Orient.
Le 16 février 2004, il est condamné à dix mois de prison avec sursis pour financement illicite de parti politique et blanchiment d'argent, dans le cadre d'un prêt de cinq millions de francs accordé au Parti républicain par une banque italienne, le Fondo.
Retiré de la vie publique, il se consacre à l'écriture d’essais et de romans. Soutien de Nicolas Sarkozy au second tour de l'élection présidentielle de 2007, sa déception lui inspire un réquisitoire sévère sur la première année du chef de l'État, qui sort en 2008, intitulé Ça va mal finir. De juin 2006 à 2008, il préside l'association pour le rayonnement du château de Vincennes (ARCV).
Il apporte son soutien à Emmanuel Macron pour l'élection présidentielle de 2022.

## Affaires judiciaires
Il est condamné en février 2004 à dix mois de prison avec sursis pour « financement illégal de parti politique et blanchiment de capitaux » dans l'affaire du Fondo. Il lui était reproché d’avoir injecté en 1995 dans les caisses de sa formation politique, le Parti républicain, 760 000 euros provenant des fonds spéciaux de Matignon, en montant une opération bancaire bidon via le Fondo, un fonds d’investissement italien,.
En 2011, après la chute du dictateur tunisien Zine el-Abidine Ben Ali, François Léotard est épinglé par une commission d’enquête sur la corruption du régime. L’ex-ministre, qui était rémunéré comme lobbyiste par l'entreprise française Pizzorno, « a usé de son autorité et ses relations personnelles avec les responsables tunisiens pour influencer le cours du marché, le conclure en faveur de Pizzorno/Sovatram et donc s’octroyer un avantage injustifié […] portant atteinte aux intérêts de l’État tunisien ».
Le 30 mai 2013, il est condamné à 3 750 euros d'amende par le tribunal de grande instance de Draguignan, pour « outrage à agents publics dans l'exercice de leurs fonctions » lors d'une perquisition à son domicile.
En juillet 2017, il est mis en examen par la Cour de justice de la République (CJR) pour complicité d'abus de biens sociaux dans le volet financier de l'affaire Karachi. Le 1er octobre 2019, la CJR décide de le juger, ainsi qu'Édouard Balladur, pour abus de biens sociaux et recel. En mars 2021, la juridiction relaxe Édouard Balladur et condamne François Léotard à deux ans de prison avec sursis et 100 000 euros d'amende. Celui-ci annonce son pourvoi en cassation contre ce jugement et exprime sa « honte pour la justice française ». Le 4 juin 2021, la Cour de cassation rejete le pourvoi de l’ancien ministre, contre la décision de la Cour de justice de la République (CJR). La peine de deux ans de prison avec sursis et 100 000 euros d’amende pour complicité d’abus de biens sociaux dans l’affaire dite de Karachi, devient définitive.

## Vie privée
Marié deux fois, il est père de quatre enfants.

## Mort
François Léotard meurt le 25 avril 2023 à Fréjus, à l'âge de 81 ans et est enterré au cimetière Saint-Etienne de Fréjus, après une cérémonie à la cathédrale de Fréjus,.

## Détail des mandats et fonctions

### Au gouvernement
- 20 mars 1986 - 10 mai 1988 : ministre de la Culture et de la Communication du gouvernement Jacques Chirac II
- 30 mars 1993 - 11 mai 1995 : ministre d'État, ministre de la Défense du gouvernement Édouard Balladur

### À l’Assemblée nationale
- 3 avril 1978 - 2 avril 1986 : député UDF de la 2e circonscription du Var
- 13 juin 1988 - 2 juillet 1992 : député UDF de la 5e circonscription du Var
- 2 avril 1993 - 1er mai 1993 : député UDF de la 5e circonscription du Var
- 7 septembre 1995 - 26 décembre 2001 : député UDF de la 5e circonscription du Var

### Au niveau local
- 13 mars 1977 - 8 août 1997 : maire de Fréjus
- 1979-1988 : conseiller général du Var (canton de Fréjus)
- 1998-2004 : conseiller régional de PACA

### Au sein de partis
- Secrétaire général (de 1982 à 1988), puis président du Parti républicain (de 1988 à 1990 et de 1995 à 1997)
- 31 mars 1996 - 16 septembre 1998 : président de l'UDF
- Membre du conseil de la présidence de la nouvelle Union pour la démocratie française (jusqu'en 2002)
- Président d'honneur du Parti républicain

## Décorations
- Commandeur de l'ordre des Arts et des Lettres

## Publications
- À mots découverts : conversations, 1987
- Culture : les chemins de printemps, éd. Albin Michel, 1988
- Pendant la crise le spectacle continue, éd. Belfond, 1989
- Adresse au président des républiques françaises, éd. Quai Voltaire, 1991
- Place de la République, éd. Laffont, 1992
- Ma liberté, éd. Plon, 1995
- Pour l'honneur, éd. Bernard Grasset, 1997
- Je vous hais tous avec douceur, éd. Bernard Grasset, 2000
- Paroles d'immortels, éd. Ramsay, 2001
- La Couleur des femmes (roman), éd. Bernard Grasset, 2002
- À mon frère qui n'est pas mort, éd. Bernard Grasset, 2003  (ISBN 2-246 644-01-1)
- La vie mélancolique des méduses, éd. Grasset, 2005
- Le silence (roman), éd. Grasset, 2007 prix Jackie-Bouquin
- Ça va mal finir, éd. Grasset, 2008  (ISBN 9782246737919)
- La Nuit de Kahina (roman), éd. Grasset, 2010  (ISBN 9782246761914)
- Habitare secum (essai), éd. Sudarenes, 2011
- Attention à la fermeture des portes, éd. L'Inventaire, 2017
- Petits éloges pour survivre par temps de brouillard, avec Milan Kundera (illustrations), éd. L'inventaire, 2018

### Documentation
Les papiers personnels de François Léotard sont conservés aux Archives nationales sous la cote 502AP 